# Haematopota zombaensis
Haematopota zombaensis är en tvåvingeart som beskrevs av H. Oldroyd 1952. Haematopota zombaensis ingår i släktet Haematopota och familjen bromsar.
Artens utbredningsområde är Malawi. Inga underarter finns listade i Catalogue of Life.